# Vạn Lý
Vạn Lý (1 tháng 12 năm 1916-15 tháng 7 năm 2015) (giản thể: 萬里; phồn thể: 万里; bính âm: Wan Lǐ) sinh ra tại Sơn Đông; là trong một chính trị gia của Trung Quốc, từng là Ủy viên trưởng Ủy ban Thường vụ Đại hội Đại biểu Nhân dân Toàn quốc, Phó Tổng lý Quốc vụ viện, Bí thư Tỉnh ủy An Huy, Tứ Xuyên, Bộ trưởng Bộ Đường sắt Trung Quốc, Chủ nhiệm Ủy ban Cách mạng tỉnh An Huy.

## Tiểu sử
Ông từng trải qua các cương vị lãnh đạo như: 
- Thứ trưởng bộ xây dựng kỹ thuật 1954 -1955
- Tổng Thư ký hội đồng xây dựng nhà nước 1955
- Bộ trưởng bộ xây dựng 1956 - 1958
- Phó thị trưởng Bắc Kinh 1958 - 1966
- Bí thư ban bí thư thành uỷ Bắc Kinh 1958 - 1966
- Bí thư ban bí thư, phó chủ tịch thứ 4 Bắc Kinh 1959 - 1977
- Tỉnh trưởng Chính phủ Nhân dân tỉnh An Huy kiêm Bí thư thứ nhất tỉnh An Huy 1977 - 1979.
- Bộ trưởng bộ đường sắt (1975 - 1976)
- Phó Thủ tướng thứ nhất Quốc vụ viện (1984 - 1988).
- Ủy viên trưởng uỷ ban thường vụ đại hội đại biểu nhân dân toàn quốc nước Cộng hòa Nhân dân Trung Hoa (1988-1993),
- Bí thư ban bí thư trung ương khoá 11, 12 (1977 - 1987).
- Ủy viên Bộ Chính trị Đảng Cộng sản Trung Quốc khoá 12, 13 (1982-1992).

Ông là nhà lãnh đạo lớn cuối cùng của Trung Quốc còn là một cựu quân nhân, thành viên của trung ương nguyên lão, bát đại nguyên lão cuối cùng, ông qua đời ngày 15/7 năm 2015 tại Bắc Kinh, hưởng thọ 99 tuổi

## Đánh giá
Ông là một trong số ít các nhà lãnh đạo ôn hòa, trong sự kiện Thiên An Môn năm 1989 ông là người ủng hộ Tổng Bí thư Triệu Tử Dương phái cấp tiến thời đó, tuy nhiên trong những ngày cuối của sự kiện ông lại bị điều đi công du Canada, sau đó về nước qua sân bay Thượng Hải chứ không phải Bắc Kinh, ông không hề hay biết số phận của Tổng Bí thư Triệu khi đó.
Là một nhà lãnh đạo có vẻ ngoài hiền lành, ông là người có nhiều bí ẩn vì đã thoát khỏi nhiều lần thanh trừng "chính trị".